# Hopptorn

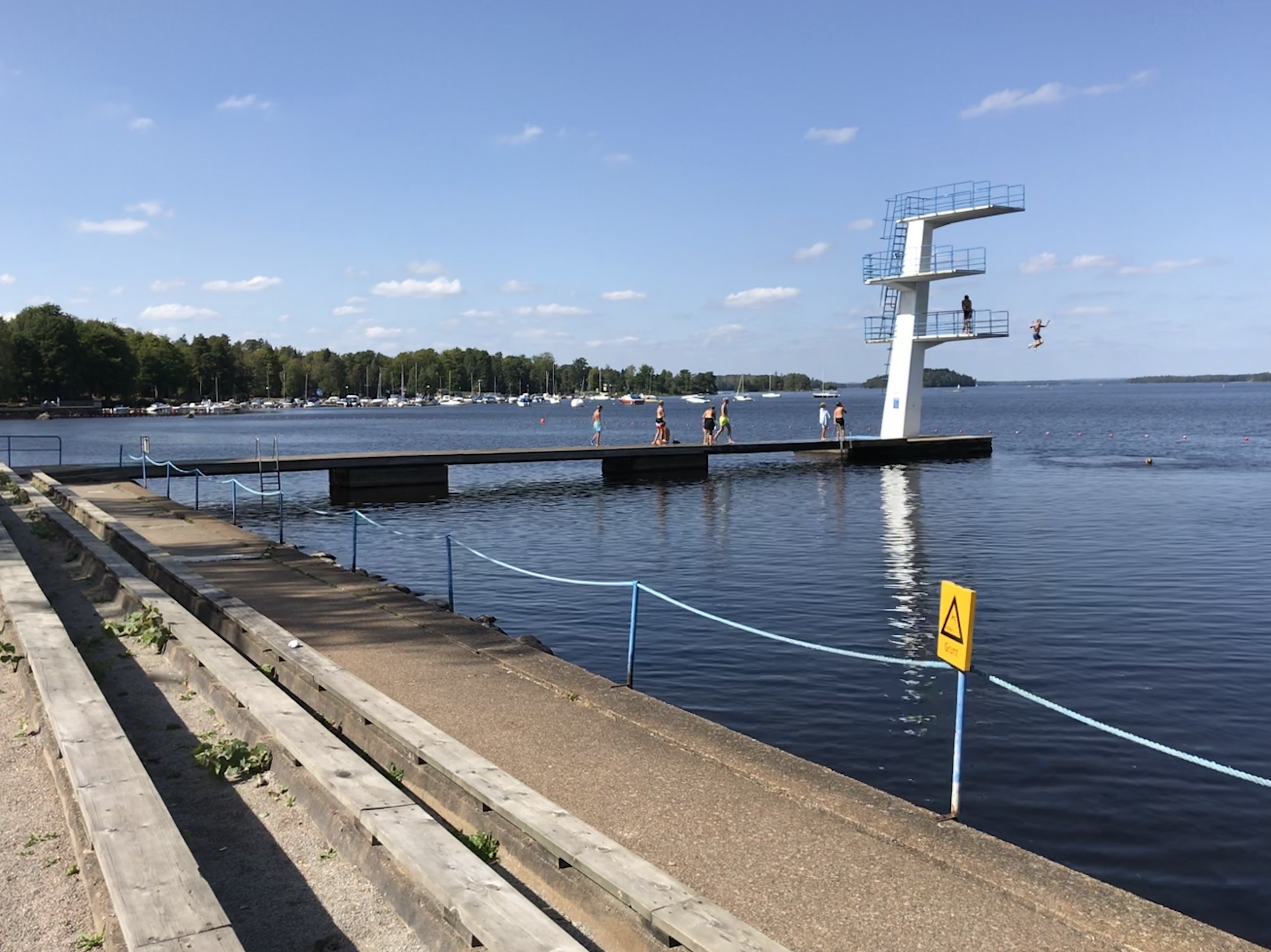
Hopptornet vid Evedals bad i Helgasjön, Växjö, i augusti 2018.

Ett hopptorn är ett torn på badplats, som man kan hoppa från. Hopptorn används bland annat för simhopptävlingar, men är ofta även öppet för allmänheten. 
En del hopptorn har svikter som gör det enklare för simhoppare att hoppa högt.

## Bildgalleri

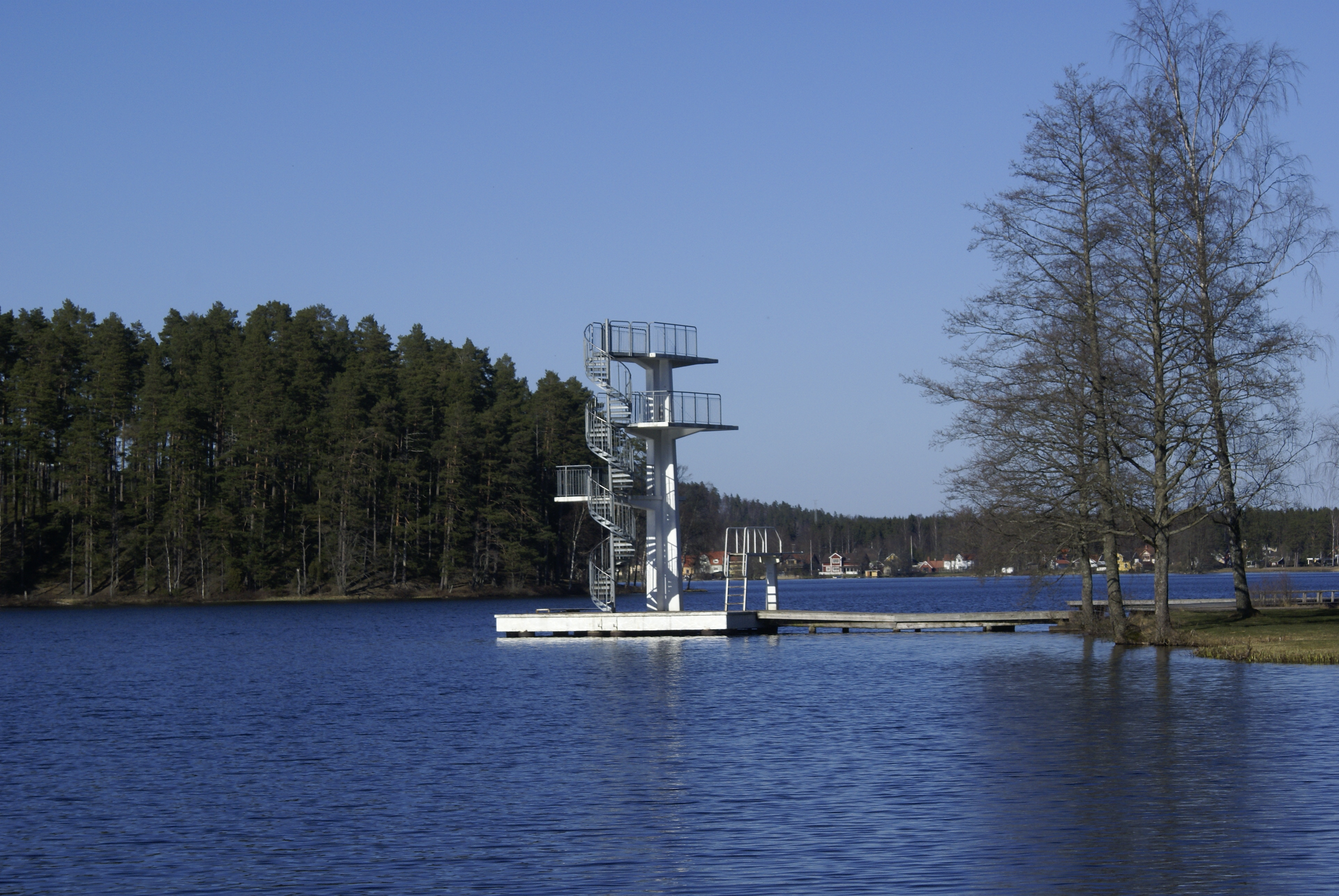
Hopptorn i Mullsjön
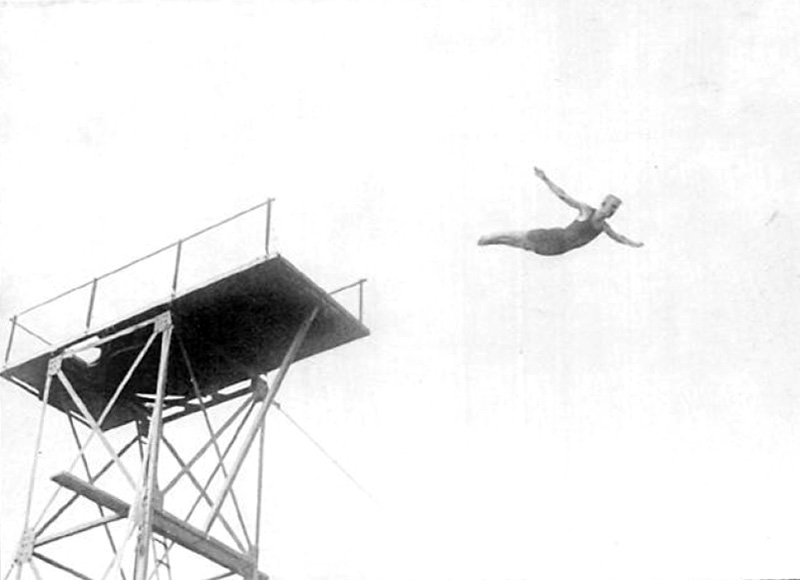
Simhopparen Arvid Spångberg hoppar från ett hopptorn under Olympiska sommarspelen 1908